# Emma Strada
Emma Strada (* 18. November 1884 in Turin; † 26. September 1970 ebenda) war eine italienische Ingenieurin. Sie war 1908 erste europäische Absolventin in Ingenieurwissenschaften am Polytechnikum Turin. Sie war Mitgründerin und die erste Präsidentin des Italienischen Verbandes der Ingenieurinnen und Architekten „AIDIA“ (Associazione Italiana Donne Ingegnere e Architetto).

## Leben und Werk

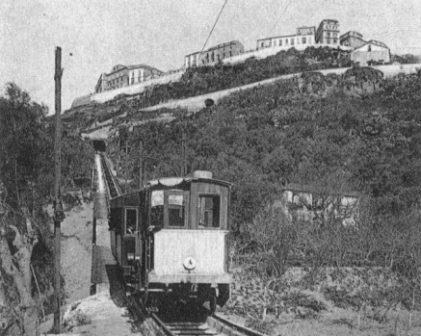
Catanzaro – Abschnitt der Standseilbahn

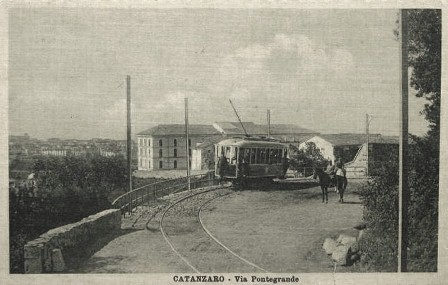
Catanzaro – Via Pontegrande, zwischen 1914 und 1949

Strada war die Tochter des Bauingenieurs Ernesto Strada und beendete 1903 das humanistische Gymnasium „Massimo d’Azeglio“ in Turin. Im selben Jahr wurde sie in den Vorbereitungskurs für Ingenieurwissenschaften an der Universität Turin eingeschrieben, der es ihr später ermöglichte, sich an der Scuola di Applicazione per Ingegneri einzuschreiben. Am 5. September 1908 erhielt sie am Politechnikum in Turin ihre Laurea mit Auszeichnung und war die erste Absolventin des Bauingenieurwesens in Italien.
Ihr erstes Projekt war der Bau eines Stollens zur Ableitung von Wasser aus einer kupferhaltigen Pyritmine in Ollomont im Aostatal. Anschließend zog sie nach Kalabrien, wo sie ein Jahr lang am Bau der Standseilbahn von Catanzaro beteiligt war. Sie sollte Catanzaro auf einer Strecke von 7 km mit Sala verbinden. Zusammen mit ihrem Vater und ihrem Bruder wurde sie Anteilseignerin der Straßenbahngesellschaft Catanzaro. Während ihres Aufenthalts im Süden in der väterlichen Firma arbeitete sie auch am Bau des kalabrischen Zweigs des apulischen Aquädukts.
Anschließend arbeitete sie bis 1914 als Assistentin von Luigi Pagliani, Professor für Hygiene und Dekan der medizinischen Fakultät an der Universität Turin sowie einer der Vorreiter der Hygienetechnik in Italien. Aufgrund sozialer Zwänge war für eine Frau keine akademische Laufbahn möglich und so arbeitete sie für ihren Vater und ihren Bruder, die beide Ingenieure waren. Ihr Vater, Ernesto Strada, war Abgeordneter im Provinzrat der Provinz Turin und direkt an der Baupolitik der Stadt beteiligt.
Zusammen mit ihrem Vater hatte sie einige Arbeiten begonnen, die sie nach dessen Tod 1915 fortführte. Sie baute einen neuen Flügel des Grand-Hôtel von Saint-Vincent und eine Standseilbahn im Aostatal. In Ligurien arbeitete sie neben dem Bau von Privathäusern an der Erweiterung des Rathauses von Varazze. In Turin entwarf sie einige Häuser für Privatpersonen und überwachte den Bau des Kindergartens „Crocetta“. Im Piemont befasste sie sich auch mit der Planung und dem Bau einiger Eisenbahnabschnitte der Straßenbahnlinie Giaveno-Piossasco, der Straßen Cafasse-Lanzo Torinese, Lanzo-Neviglie und der Planung der Eisenbahnlinie Lanzo-Germagnano.
1925 wurde ihr die Aufgabe anvertraut, die Ausgrabungsarbeiten einer Goldmine in der Nähe von Macugnaga im Massiv des Monte Rosa zu planen und zu leiten.
Vor dem Zweiten Weltkrieg war sie verantwortlich für die Untersuchung der Entwicklung und Feinabstimmung eines Herstellungsverfahrens für Flüssiggas unter Verwendung von Butan- und Propangasen, die bis dahin als Abfallnebenprodukte von Erdölraffinerien galten.
1957 gründete sie zusammen mit Anna Enrichetta Amour, Laura Lange, Ines del Tetto, Lidia Lanzi, Adelina Racheli, Vittoria Ilardi und Alessandra Bonfanti die Associazione Italiana Donne Ingegnere e Architetti (AIDIA). Die Vereinigung wurde gegründet, um die Rolle der Frau in Wissenschaft und Technologie zu stärken, den Austausch von Ideen und Ressourcen zu fördern und Beziehungen zu ähnlichen ausländischen Verbänden zu pflegen. Strada war die erste Präsidentin der Vereinigung und sie organisierte die III. Internationale Konferenz der Ingenieurinnen und Wissenschaftlerinnen in Turin im Jahr 1971. Sie wurde dabei unterstützt von den englischen und amerikanischen Kolleginnen der Society of Women Engineers. Die Konferenz fand aufgrund ihres Todes ohne ihre Anwesenheit statt.

## Ehrungen
- 1964: Goldmedaille des National Council of Italien Engineers[8]
- 2009: Gedenkveranstaltung am Polytechnikum von Turin[9]
- Am 7. Juni 2022 wurde der ehemalige Fakultätsratssaal des Turiner Polytechnikums nach ihr benannt.